# Fürst-von-Abruzzen-Bulldoggfledermaus

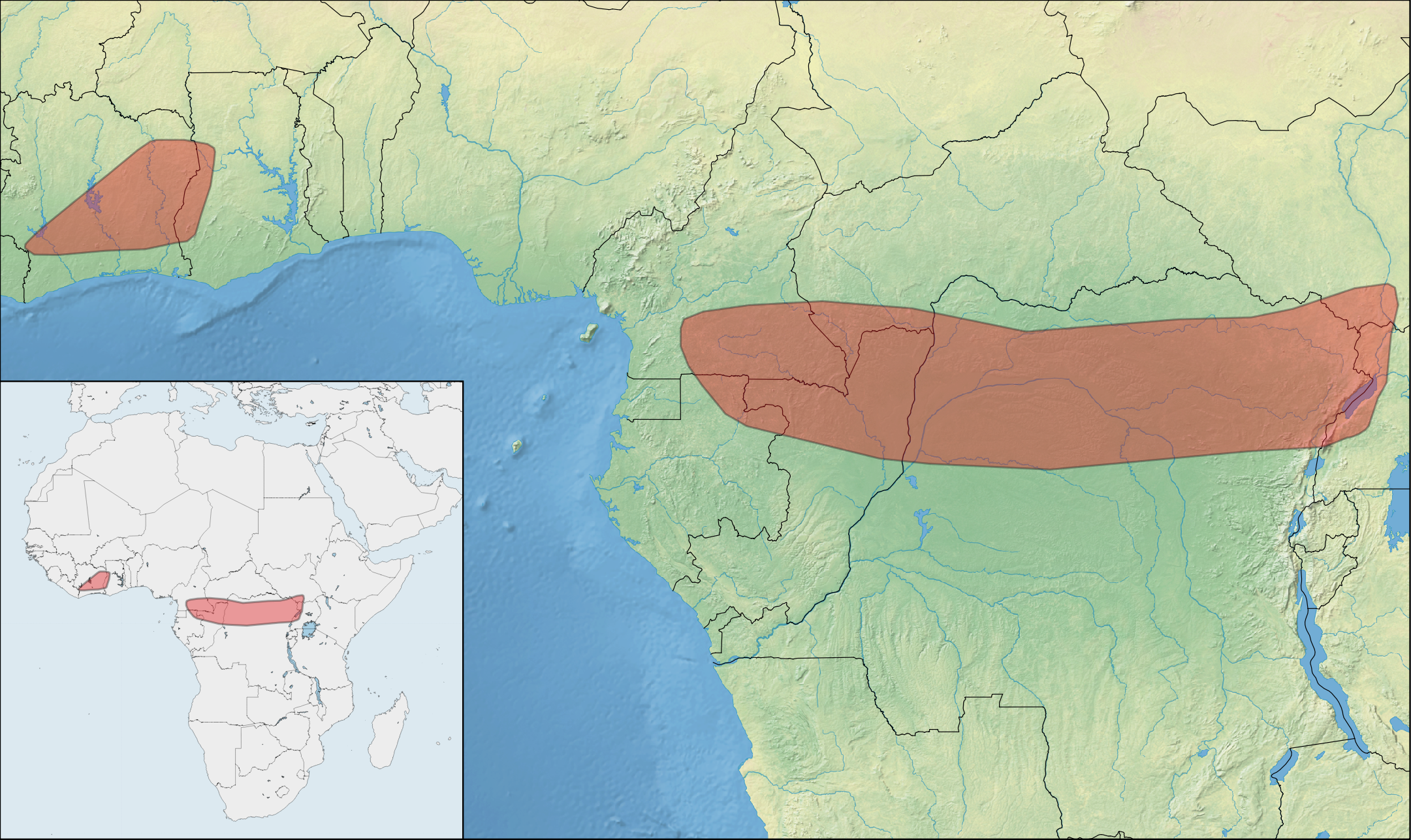
Verbreitungsgebiet der Fürst-vonAbruzzen-Bulldoggfledermaus

Die Fürst-von-Abruzzen-Bulldoggfledermaus (Chaerephon aloysiisabaudiae), (Synonyme: Nyctinomus aloysii-sabaudiæ, Tadarida aloysiisabaudiae und Chaerephon cyclotis) ist eine in West- und Zentralafrika vorkommende Fledermausart der Gattung der Freischwanzfledermäuse.

## Beschreibung
Die Fürst-von-Abruzzen-Bulldoggfledermaus ist ein mittelgroßer Vertreter der afrikanischen Bulldoggfledermäuse. Die Unterarmlänge beträgt etwa 48 – 53 mm. Das Fell der Rückenpartie inklusive Schenkel ist schokoladen- bis dunkelrotbraun, manchmal orange-braun gefärbt. Teilweise ist das Fell weiß gesprenkelt. Die Bauchseite ist von der Färbung ähnlich der Rückenseite, jedoch etwas heller gefärbt. Die Flughäute sind schwarzbraun. Die oberen Lippen sind faltig, die Fürst-von-Abruzzen-Bulldoggfledermaus hat 8 – 9 Lippenfalten auf jeder Seite. Die Ohren sind vorne zusammengewachsen. Charakteristisch für die Gattung der Freischwanzfledermäuse ist der aus der Schwanzflughaut herausragende Schwanz. Es gibt keinen Sexualdimorphismus. Ähnliche Arten sind die Ansorge-, Gefleckte, Rostfarbene sowie die Kleine Bulldoggfledermaus, die sich auf Grund unterschiedlicher Unterarmlängen sowie morphologischer Unterschiede der Schädel unterscheiden lassen.

## Systematik & Verbreitung
Die Fürst-von-Abruzzen-Bulldoggfledermaus wurde, wie andere Vertreter der Gattung der Freischwanzfledermäuse (Chaerephon), der Gattung der Faltlippenfledermäuse (Tadarida) zugeordnet (Tadarida aloysiisabaudiae). Genetische Studien zeigen, dass Chaerephon zusammen mit der Gattung Mops eine Klade bildet und die Arten der beiden Gattungen nicht zu Tadarida zugehörig sind. Es werden keine Unterarten unterschieden.
Das Verbreitungsgebiet der Fürst-von-Abruzzen-Bulldoggfledermaus reicht von der Elfenbeinküste und Ghana in Westafrika über Kamerun bis in den Sudan und Uganda.

## Lebensweise
Die Fürst-von-Abruzzen-Bulldoggfledermäuse besiedeln Tieflandregenwälder und angrenzende Savannengebiete, Sumpfgebiete und Bergwälder. Ein Exemplar wurde in einem Baumhöhlenquartier gefunden, welches auch von etwa 150 Angola-Bulldoggfledermäusen bewohnt wurde. Fürst-von-Abruzzen-Bulldoggfledermäuse jagen in größerer Höhe.

## Etymologie & Forschungsgeschichte
Die Fürst-von-Abruzzen-Bulldoggfledermaus wurde von Enrico Festa 1907 unter dem Namen Nyctinomus aloysii-sabaudae erstbeschrieben. Der Holotypus wurde von ihm in Uganda, nahe dem Ruwenzori-Gebirge gesammelt. Das Arteptithon ist die Latinisierung des Namens und der Titel des Herzogs Luigi Amedeo di Savoia-Aosta, der 1906 eine italienische Expedition in das Ruwenzori-Gebirge leitete, bei der das Typusexemplar gesammelt wurde.

## Gefährdung
Seitens der IUCN wird die Art auf Grund des großen Verbreitungsgebiets und der vermutlich großen Populationsgröße als nicht gefährdet („least concern“) eingestuft.